# УСМ Алжир
УСМ Алжир (Union Sportive de la Médina d’Alger) — футбольный клуб из Алжира. Создан в 1937 году, домашние матчи проводит на стадионе Омар Хамади, вмещающем 15 000 человек.

## История
Основанный в 1937 году «УСМ Алжир» стал первым чемпионом Алжира по футболу после обретения страной независимости от Франции в 1962 году. 16 июня 1963 года в финале национального чемпионата он разгромил «МК Алжир» со счётом 3:0. В 1981 году команда впервые стала обладателем национального кубка, в финале одолев «АСМ Оран» с результатом 2:1 в свою пользу. Следующий же титул чемпиона страны «УСМ Алжир» смог выиграть более 30 лет спустя после первого, в сезоне 1995/96. Этот успех позволил команде участвовать в Лиге чемпионов КАФ 1997, где она остановилась в шаге от финала. «УСМ Алжир» лишь из-за разницы мячей уступил второе место в полуфинальной группе марокканской «Радже». 
В начале 2000-х годов «УСМ Алжир» трижды становился чемпионом Алжира, лучшим же результатом команды в главном континентальном турнире вновь стал полуфинал в 2003 году, в котором он уступил нигерийской «Эньимбе». В сезоне 2013/14 клуб вновь выиграл национальный чемпионат, на 14 очков опередив ближайшего преследователя. В следующем году «УСМ Алжир» впервые вышел в финал Лиги чемпионов КАФ, в полуфинале одолев суданский «Аль-Меррейх». В финале же алжирцы проиграли оба матча конголезскому «ТП Мазембе».

## Достижения
Лига Чемпионов КАФ
- полуфинал — 1997, 2003, 2017
- финалист — 2015

Чемпион Алжира
- 1962/63, 1995/96, 2001/02, 2002/03, 2004/05, 2013/14, 2015/16, 2018/19

Кубок Алжира
- 1981, 1988, 1997, 1999, 2001, 2003, 2004, 2013

Арабский Кубок Чемпионов
- 2013